# Metadubbelverkleinde icosaëder
Een metadubbelverkleinde icosaëder is in de meetkunde het johnsonlichaam J62. Deze ruimtelijke figuur kan worden geconstrueerd door twee vijfhoekige piramides J2 van een regelmatig twintigvlak af te knotten. Een verlengde gedraaide vijfhoekige piramide J11 ontstaat door een vijfhoekige piramide van een regelmatig twintigvlak af te knotten, een drievoudig verkleinde icosaëder J63 door er drie piramides van af te knotten.
- (en)  MathWorld. Metabidiminished Icosahedron.